# Getap' (ort i Armenien)
Getap' (armeniska: Getap’) är en ort i Armenien.   Den ligger i provinsen Vajots Dzor, i den södra delen av landet, 80 kilometer sydost om huvudstaden Jerevan. Getap' ligger 1 134 meter över havet och antalet invånare är 1 842.
Terrängen runt Getap' är kuperad norrut, men söderut är den bergig. Getap' ligger nere i en dal. Närmaste större samhälle är Yeghegnadzor, 2,2 kilometer öster om Getap'. 
Trakten runt Getap' består i huvudsak av gräsmarker. Runt Getap' är det ganska glesbefolkat, med 28 invånare per kvadratkilometer.